# سوق الثلاثاء (القنيطرة)
سوق الثلاثاء الغرب قرية مغربية بإقليم القنيطرة الساحلي، شمالي الرباط. تضم بلدة سوق الثلاثاء الغرب 22.416 نسمة (إحصاء 2004).
مدارسها :
- مدرسة المنفلوطي
- مدرسة النجاجعة
- مدرسة امغيطن

و إعدادية سبوا